# 国立病院機構東名古屋病院
独立行政法人国立病院機構東名古屋病院（どくりつぎょうせいほうじんこくりつびょういんきこうひがしなごやびょういん）は、愛知県名古屋市名東区梅森坂五丁目101番地にある独立行政法人国立病院機構が運営する病院である。旧国立療養所東名古屋病院。

## 概要
政策医療分野における呼吸器疾患、長寿医療の基幹医療施設、神経・筋疾患、重症心身障害の専門医療施設であるほか、エイズ治療拠点病院である。登記は名古屋市名東区だが、敷地の極一部のみ日進市梅森町にかかる。
名古屋市内の病院で数少ない、結核病床が存在する病院である（他には大同病院にある。以前は国立病院機構東尾張病院にも存在した）。

## 診療科目
- 内科
- 脳神経内科
- 呼吸器内科
- 循環器科
- アレルギー科
- 外科
- 消化器内科
- 整形外科
- 放射線科
- 皮膚科
- 呼吸器外科
- リハビリテーション科
- 小児科
- 歯科口腔外科
- 麻酔科

## 交通アクセス
- 名古屋市交通局・名古屋市営地下鉄東山線 星ヶ丘駅または本郷駅、名古屋市営地下鉄鶴舞線 平針駅から名古屋市営バス（市バス）「東名古屋病院」停留所下車。
- 名古屋市営バス（市バス）停留所の隣に、日進市の巡回バスであるくるりんばすの停留所があり、名古屋市営地下鉄鶴舞線・名鉄豊田線 赤池駅や日進市役所などから利用可能である。
- 幹星丘1[2]：梅森荘行き、もしくは星ヶ丘駅行き（名古屋市交通局・名古屋市営バス（市バス））。
  - 平日朝のみ、東名古屋病院止まりのバスも運行されている。
- 幹本郷1[2]：本郷駅行き、もしくは地下鉄平針駅行き（名古屋市交通局・名古屋市営バス（市バス））。
- 梅森線（日進市：くるりんばす）[3]。

※ 以前は、星ヶ丘駅 - 東名古屋病院（日進市の浅田経由） - 名商大前行きの名鉄バス、もしくは赤池 - 東名古屋病院 - 星ヶ丘間を結ぶ名鉄バスがあったが廃止された。